# Ungernia oligostroma
Ungernia oligostroma es un especie  de planta herbácea, perenne y bulbosa perteneciente a la familia Amaryllidaceae.  Es originaria del centro de Asia donde se distribuye por Uzbekistán, Kirguistán, Tayikistán.

## Propiedades
Los bulbos de  Ungernia minor contienen un inhibidor de la acetilcolinesterasa, llamado ungeremina que puede ser adecuado como tratamiento para la enfermedad de Alzheimer. Ungeremina también se ha aislado de Nerine bowdenii, Ungernia spiralis, Zephyranthes flava, Crinum asiaticum, Crinum augustum, Pancratium maritimum y Hippeastrum solandriflorum.

## Taxonomía
Ungernia oligostroma fue descrita por Popov & Vved.  en M.G.Popov & N.V.Androsov y publicado en Rast. Zapovedn. Guralash i Zaaminsk. Lesnich. 6. 1936.
Sinonimia
- Ungernia minor Vved.[4]